# زاد المستقنع في اختصار المقنع (كتاب)
كتاب زاد المستقنع في اختصار المقنع متن في الفقه مختصر جدًا على مذهب الإمام أحمد بن حنبل.
من تأليف العلامة مفتي الحنابلة شرف الدين أبو النجا موسى بن أحمد بن موسى الحجاوي المقدسي الصالحي. (ت: 968هـ - 1560م)

## نبذة عن الكتاب
أصل الكتاب هو كتاب المقنع للموفق ابن قدامة ثم اختصره الحَجّاوي في هذا المتن المعروف بزاد المستقنع في اختصار المقنع، والمتن نفسه خال من الأحاديث، لأن مقصوده هو ذكر المسائل الفقهية دون إكثار من الفروع إلا ما دعت إليه الحاجة ودون ذكر للدليل ولا للتعليل، وهذا متن مهم جداً عند علماء الحنابلة.

## قيل عن الكتاب
- قال البعض:

في إشارة إلي كتابي زاد المستقنع وبلوغ المرام.
- قال الشيخ علي الهندي في مقدمة تعليقه على الزاد: «ولم أر في مذهبنا أحسن تنسيقا وترتيبا، وأكثر فائدة مع الاختصار مثل زاد المستقنع في اختصار المقنع. وبالجملة فقد قيل: من حفظ زاد المستقنع مع الفهم صار أهلا للقضاء. وقد أورد فيه مسائل خالف فيها الراجح في المذهب المعمول به عند المتوسطين كصاحب الإنصاف ومن سبقه، في أكثر من سبعين موضعًا ، وخالف فيها الراجح في المذهب المعمول به عند المتأخرين وهو ما أخرجه هو في الإقناع وابن النجار في المنتهى والمرداوي في التنقيح في اثنين وثلاثين مسألة».

## المخطوطات
من المخطوطات المعتمدة في الطبعة التي بتحقيق عبد المحسن القاسم نسخة كتبت سنة 968 هـ بخط تلميذ الحجاوي أبي بكر بن محمد بن أحمد زيتون، وهي محفوظة في دار الكتب المصرية في القاهرة.

## الطبع
طبع الكتاب لأول مرة في المطبعة السلفية بالقاهرة سنة 1344هـ. ثم توالت طبعاته فيما بعد، وكثرت العناية به وتحقيقه.

## الشروح
- منصور البهوتي (ت:1051هـ) في «الروض المربع» في 4 مجلدات.
- محمد بن صالح بن عثيمين (ت:1421هـ) في «الشرح الممتع» في 15 مجلداً. وهو عبارة عن دروس ألقاها على الطلبة.
- عبدالله بن عبدالعزيز بن عقيل (ت: 1432هـ) في «تحقيق المراد في شرح متن الزاد» في مجلد واحد ضخم. [4]
- أحمد بن ناصر القعيمي في «شرح زاد المستقنع».[5]
- عبدالكريم اللاحم (ت: 1438هـ) في «المطلع على دقائق زاد المستقنع» في 28 مجلد، وهو شرح موسع.[6]
- صالح الفوزان في «الإمداد بشرح الزاد» في 4 مجلدات. وهو عبارة عن دروس ألقاها على الطلبة.
- منصور الصقعوب في «التعليق المقنع على زاد المستقنع» في 3 مجلدات.

## الحواشي
من الذين كتبوا الحواشي عليه:
- عبد الغني العَتِّيلي.
- عبد العزيز بن عبد الرحمن بن بشر (ت:1359هـ).
- فيصل بن عبد العزيز آل مبارك النجدي (ت:1376هـ) في «كلمات السداد».
- محمد بن عبد الله بن حسين أبا الخيل (ت:1381هـ) في «الزوائد على الزاد» في مجلدين، وهي عبارة عن: زوائد على متن الزاد، وتعليقات على الزاد وزوائده.
- صالح البليهي (ت:1410هـ) في «السلسبيل في معرفة الدليل» في 4 مجلدات. ذكر المؤلف في مقدمته أنه نبه على 37 مسألة ليست هي المذهب. قال الشيخ بكر في المدخل: «وهو حاشية نفيسة جدًا حقق فيها ودقق، بسياق الدليل والتعليل وتصحيح المذهب في جُل مسائله، وبيان المختار ما عليه الفتوى، واعتنى بذكر اختيارات الشيخين ابن تيمية وابن القيم».
- علي بن محمد الهندي الحائلي ثم المكي، المدرس بالمسجد الحرام.

## النظم
- محمد بن قاسم آل غنيم الخالدي (ت: 1335هـ) يقع في 4892 بيتا. [7]
- «نيل المراد بنظم متن الزاد» سعد بن حمد بن عتيق (ت: 1349هـ) توفي قبل إتمامه وصل فيه إلى باب الشهادات فأتمه عبدالرحمن بن سحمان وبلغت أبياته 4870 بيتًا. [8]
- «روضة المرتاد في نظم مهمات الزاد» سليمان بن عطية المزيني (ت: 1363هـ) وعدد أبياتها 1900 بيت. [9]
- «ملح الناد في نظم الزاد» سعيد المري أتمه عام 1433هـ ويقع في 2625 بيتا. [10]

## طالع أيضًا
- ابن قدامة
- الشرح الممتع على زاد المستقنع

## وصلات خارجية
- شرح زاد المستقنع الشيخ محمد بن صالح العثيمين - موقع طريق الإسلام
- شرح زاد المستقنع الشيخ محمد بن محمد المختار الشنقيطي - موقع طريق الإسلام
- الشرح الممتع على زاد المستقنع - المكتبة الوقفية